# Ferrussac
Ferrussac ist eine französische Gemeinde mit 76 Einwohnern (Stand 1. Januar 2022) im Département Haute-Loire in der Region Auvergne-Rhône-Alpes (vor 2016 Auvergne). Sie gehört zum Arrondissement Brioude und zum Kanton Pays de Lafayette. Die Einwohner werden Ferrussacois genannt.

## Geographie
Ferrussac liegt etwa 40 Kilometer westnordwestlich von Le Puy-en-Velay.

### Nachbargemeinden
Umgeben ist Ferrussac von den Nachbargemeinden Arlet im Norden, Aubazat im Nordosten, Langeac im Osten, Pinols im Süden und Südwesten sowie Cronce im Westen.

## Bevölkerungsentwicklung
| Jahr                       | 1962 | 1968 | 1975 | 1982 | 1990 | 1999 | 2006 | 2017 |
| -------------------------- | ---- | ---- | ---- | ---- | ---- | ---- | ---- | ---- |
| Einwohner                  | 184  | 194  | 147  | 116  | 117  | 92   | 84   | 81   |
| Quellen: Cassini und INSEE |      |      |      |      |      |      |      |      |

## Sehenswürdigkeiten

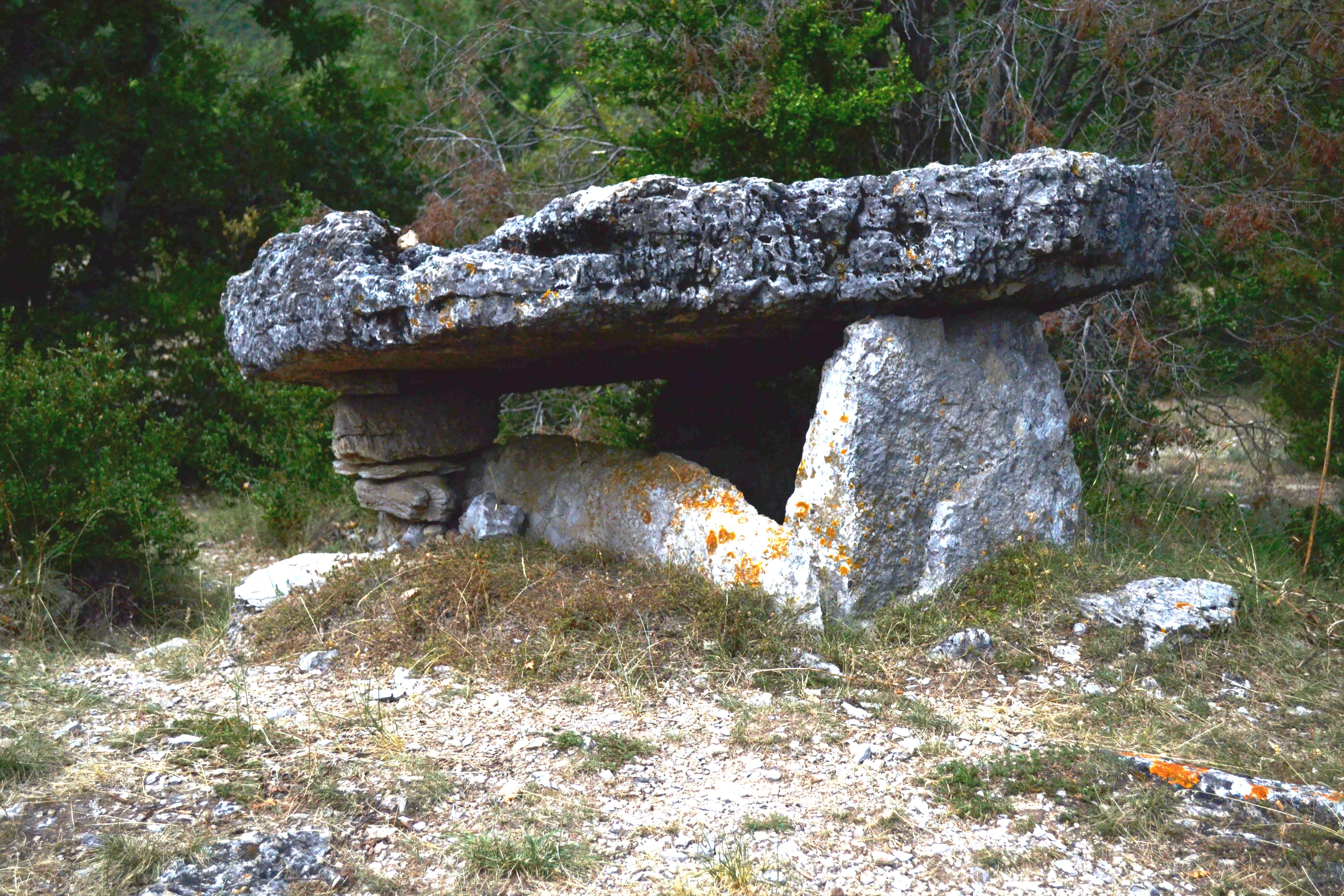
Dolmen

- Kirche Saint-Jean-Baptiste
- Dolmen